# Ceratocystis ips
Ceratocystis ips är en svampart som först beskrevs av Rumbold, och fick sitt nu gällande namn av C. Moreau 1952. Ceratocystis ips ingår i släktet Ceratocystis och familjen Ceratocystidaceae.   Inga underarter finns listade i Catalogue of Life.
I den svenska databasen Dyntaxa används istället namnet Ophiostoma ips för samma taxon.  Arten är reproducerande i Sverige.